# 朱瓊烴
朱瓊烴（1406年—1426年）是唐藩王朱瓊炟之兄、朱桱之子，永樂二十一年襲封为唐王。宣德元年，朱瓊烴去世，年二十一岁。未婚妻高氏，自杀殉葬，被追封为靖王妃。朱瓊烴諡號唐靖王，因為無兒子，所以由弟弟朱瓊炟繼承為唐王。
| 前任者： 父定王朱桱 | 明唐國國王 1423年─1426年 | 繼任者： 弟憲王朱瓊炟 |